# Bianca Belair
Bianca Nicole Blair Crawford (* 9. April 1989 in Knoxville, Tennessee als Bianca Nicole Blair) ist eine US-amerikanische Wrestlerin. Sie ist bei der WWE unter Vertrag, wo sie bei SmackDown unter dem Ringnamen Bianca Belair auftritt. Ihre bisher größten Erfolge sind der Erhalt der WWE Women’s Championship und der Erhalt der WWE SmackDown Women’s Championship.

## Leben
Belair war eine Leichtathletin, die an den Hürden teilnahm. Sie hatte das, was der ESPN-Autor Sean Hurd als „a volatile six-year track career“ (eine unbeständige sechsjährige Track-Karriere) bezeichnete, als sie drei Universitäten besuchte. Sie besuchte zuerst die University of South Carolina und dann die Texas A & M University. Später absolvierte sie kein Jahr mehr, bevor sie ihre College-Karriere an der University of Tennessee abschloss, wo sie All-SEC und All-American wurde. Sie wurde 2011 und 2012 in die akademische Ehrenliste der SEC aufgenommen. Sie war auch eine CrossFit-Konkurrentin und Powerlifter, nachdem sie im RX-Magazine, im Femme Rouge Magazine und auf CrossFit.com erschienen war. Blair musste ihre CrossFit-Karriere aufgrund einer Intercostal Chondritis (auch als Slipping-Rib-Syndrom bekannt) aufgeben. Im Juni 2017 kam Blair mit dem, ebenfalls bei NXT tätigem, Wrestler Montez Ford zusammen. Das Paar heiratete am 23. Juni 2018.

## Wrestlingkarriere
Blair trug ihre Daten laut einem Interview mit ESPN kurz nach dem vorzeitigen Ende ihrer CrossFit-Karriere „mehr aus einer Laune heraus als mit einem tatsächlichen Plan“ („more on a whim than with an actual plan“) in die WWE-Datenbank für Interessierte ein. Weniger als zwei Wochen später erhielt sie eine Social-Media-Nachricht vom WWE-Wrestler Mark Henry, der Blairs Profil auf der Crossfit-Strecke kennengelernt hatte. Er sagte, sie könne sich probieren, betonte jedoch, dass sie die Arbeit machen müsse. Nach zwei offiziellen Tryouts unterschrieb Blair am 12. April 2016 einen Vertrag mit WWE und wurde dem WWE Performance Center zugewiesen. Blair hatte ihren ersten Auftritt während eines In-Ring Segments bei einem NXT-Live-Event am 25. Juni und ihrem In-Ring-Debüt im September, bei dem sie Aliyah besiegte.
Am 3. Mai 2017, einer Episode von NXT, gab Blair ihr Fernsehdebüt als Teil einer Battle Royal, um den #1 Contender für den NXT Women’s Championship zu ermitteln, bei der sie von Billie Kay und Peyton Royce eliminiert wurde. Im Juni besiegte Belair Aliyah, um sich für das Mae Young Classic Turnier zu qualifizieren, wo sie Sage Beckett besiegte, in der zweiten Runde jedoch gegen die spätere Turniersiegerin Kairi Sane ausschied. Am 8. April 2018 gab Belair ihr WrestleMainia-Debüt, als sie zusammen mit anderen Frauen aus dem NXT-Roster am WrestleMania Women’s Battle Royal bei WrestleMania 34 teilnahm. Kurz nach ihrem Auftritt in der Mae Young Classic begann Belair mit einer Reihe von Konkurrenten wie Lacey Evans, Candice LeRae, Aliyah, Dakota Kai und Deonna Purrazzo. Belair begann auch eine kurze Fehde mit Nikki Cross, was zu einem Match der beiden führte, was in einem doppelten Countout endete. Ein Rematch fand einen Monat später statt, welches in einem No Contest (Unentschieden) endete, nachdem Aleister Black es unterbrochen hatte.
Am 6. April 2020 debütierte sie im Main Roster bei Raw. Am 9. Oktober 2020 wechselte sie durch den Draft zu SmackDown. Am 31. Januar 2021 gewann sie das Royal Rumble Match, indem sie zuletzt Rhea Ripley eliminierte. Nach diesem Sieg entschloss sie sich Sasha Banks für die SmackDown Women’s Championship bei WrestleMania 37 herauszufordern. Am 10. April gewann sie den Titel. Am 21. August 2021 bei SummerSlam 2021 verlor sie den Titel an Becky Lynch.
Am 1. Oktober 2021 wurde sie beim WWE Draft zu Raw gedraftet. Am 19. Februar 2022 bestritt sie beim WWE Elimination Chamber (2022) ein Elimination-Chamber-Match, um die nächste Herausforderin für die Raw Women’s Championship zu bestimmen, dieses Match konnte sie gewinnen, indem sie zuletzt Alexa Bliss eliminierte. Das Match erhielt sie am 2. April 2022 bei WrestleMania 38, dort besiegte sie Becky Lynch um den Titel zu gewinnen. Am 28. April 2023 wurde sie zu SmackDown gedraftet. Die Regentschaft hielt 420 Tage und verlor den Titel schlussendlich am 27. Mai 2023 bei Night of Champions (2023) an Asuka. Am 5. August 2023 gewann sie beim SummerSlam (2023) den Titel erneut. Diese Regentschaft hielt jedoch nur wenige Sekunden, da Iyo Sky ihren Money in the Bank Koffer einlöste und damit den Titel gewann.

### 2024
Im Januar 2024 trat Belair beim Royal Rumble als Nummer 10 ein und eliminierte dabei die TNA-Knockout-Champion Jordynne Grace, bevor sie von der späteren Siegerin Bayley eliminiert wurde. Später nahm sie am Elimination Chamber Match der Frauen beim Titelevent teil, wurde aber von Liv Morgan eliminiert. Bei WrestleMania XL besiegte teamte sie mit Jade Cargill und Naomi und besiegte Damage CTRL.
Im Mai bei Backlash 2024 gewann sie zusammen mit Jade Cargill den WWE Women’s Tag Team Championship, sie besiegten die vorherigen Champions Asuka und Kairi Sane hierfür. Mit diesem Sieg wurde Belair die neunte WWE Women's Triple Crown Champion. 
Bei Clash at the Castle verloren Cargill und Belair die Titel in einem Triple-Threat-Match an The Unholy Union (Alba Fyre und Isla Dawn), gewannen die Titel jedoch bei Bash in Berlin zurück und verteidigten ihren Titel bei Crown Jewel. Bei den Wargames der Survivor Series war Belair Mitglied des Teams Rhea Ripley, das das Team Liv Morgan besiegte.

### 2025
Nachdem Cargill eine Kayfabe-Verletzung erlitten hatte, meldete sich Naomi freiwillig als Belairs neue Tag-Team-Partnerin. In der Raw-Folge vom 24. Februar verloren Belair und Naomi die Titel nach Einmischung von „Dirty“ Dominik Mysterio an The Judgment Day (Liv Morgan und Raquel Rodriguez).
Fünf Tage später gewann Belair bei Elimination Chamber: Toronto das gleichnamige Match, indem sie Morgan zuletzt eliminierte. Damit war sie die erste Frau, die das Elimination-Chamber-Match mehr als einmal gewann und sich ein Women's World Championship-Match bei WrestleMania 41 sicherte. In der zweiten Nacht von WrestleMania 41 am 20. April konnte Belair den Titel in einem Triple-Threat-Match, an dem auch Rhea Ripley beteiligt war, nicht von Iyo Sky erringen, was ihre ungeschlagene WrestleMania-Serie beendete.

## Sonstiges
Blair machte ihr WWE-Videospiel-Debüt in WWE 2K19, das 2018 erschien.

## Titel und Auszeichnungen

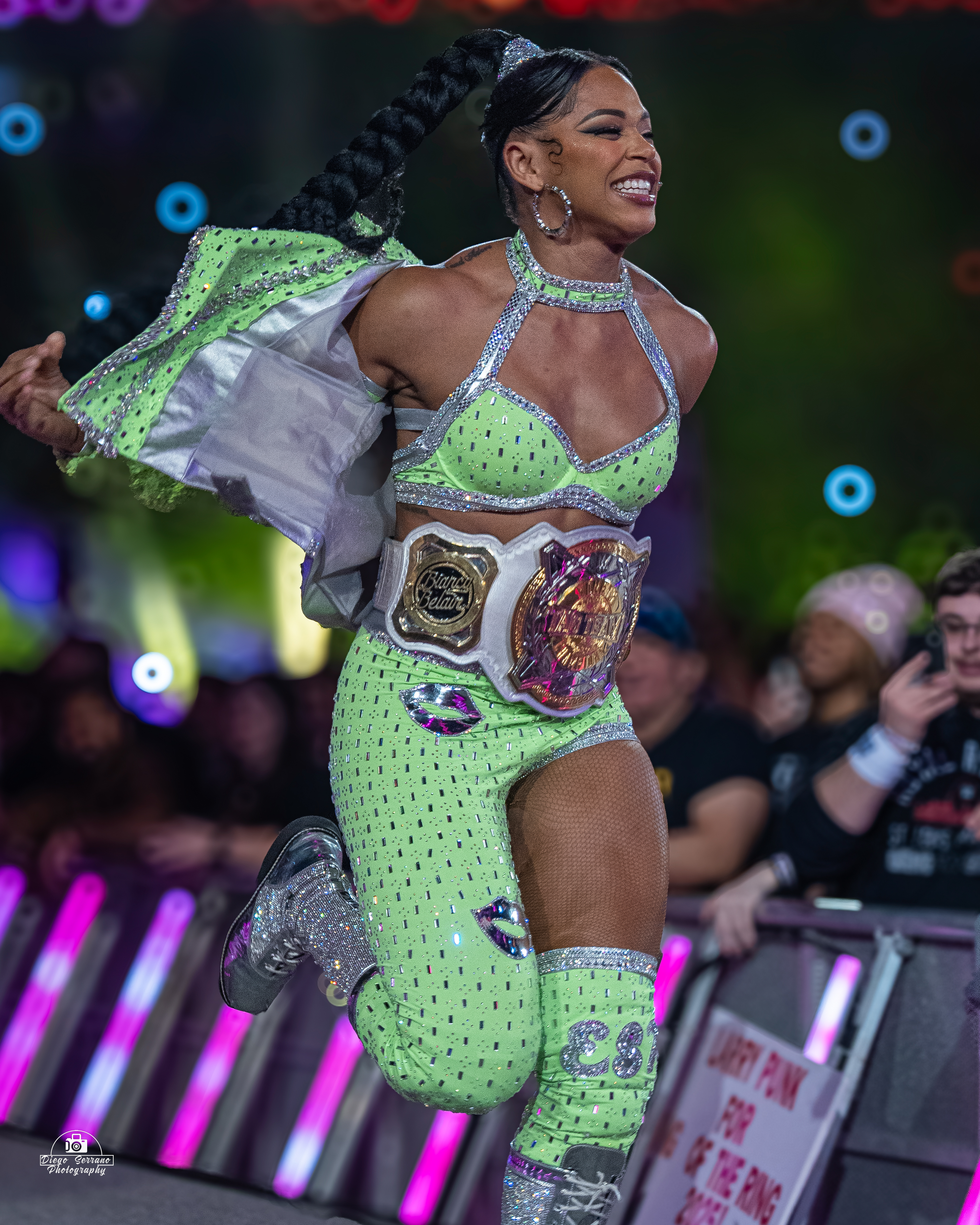
Bianca Belair mit der WWE Women's Tag Team Championship, 2025

### Titel
- World Wrestling Entertainment
  - 1× WWE SmackDown Women’s Champion
  - 2× WWE Women’s Champion
  - 2× WWE Women’s Tag Team Champion jeweils 1× mit Jade Caregill und Naomi

### Auszeichnungen
- Pro Wrestling Illustrated
  - 2021: Platz 1 der Top 100 Wrestler im PWI Women's 150

- World Wrestling Entertainment
  - 2021: Women’s Royal Rumble Sieger